# Znamię Beckera

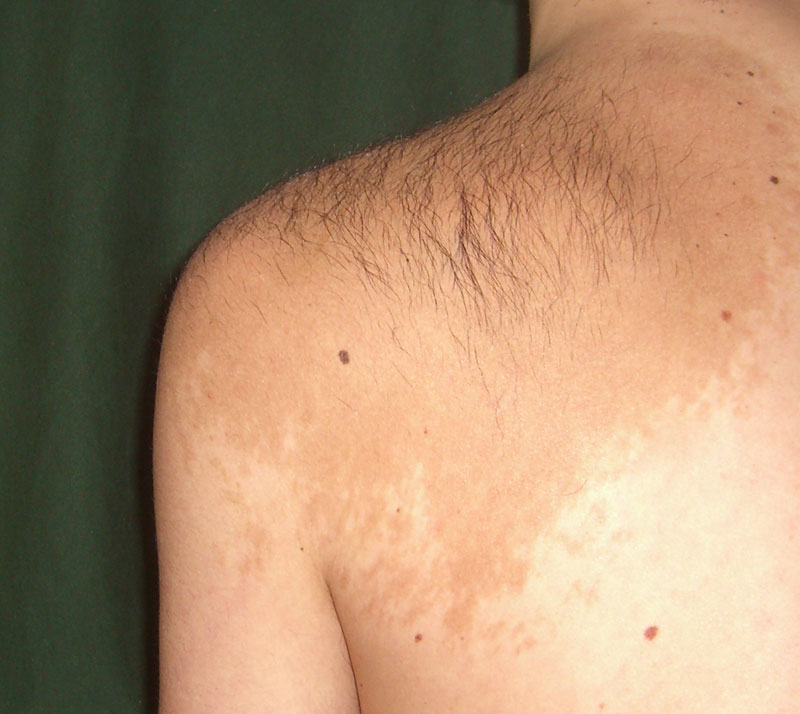
Znamię Beckera na barku młodego mężczyzny.

Znamię Beckera, melanoza Beckera (ang. Becker's nevus, melanosis naeviformis, pigmented hairy epidermal nevus) – wrodzona lub pojawiająca się we wczesnym dzieciństwie zmiana skórna występująca częściej u mężczyzn, mająca postać brązowej plamy z nieregularnymi brzegami, niekiedy pokrytej ciemnymi szorstkimi włosami. Charakterystycznie lokalizuje się na ramieniu lub przedniej ścianie klatki piersiowej i w okolicy łopatki, ale opisywano różne inne umiejscowienia tego typu zmian. Przez pierwsze dwa lata znamię powoli zwiększa swoją powierzchnię. Przeciętnie ma średnicę 2–20 cm. Zmiana nie znika, ale ma łagodny charakter. Jednostkę chorobową opisał w 1948 roku amerykański dermatolog Samuel William Becker (1894-1964).
Histologicznie jest to hamartoma pochodzenia ekto-mezodermalnego. W obrazie histologicznym zmiany stwierdza się nieznaczną akantozę, papillomatozę, przebarwioną warstwę komórek podstawnych naskórka i niekiedy zwiększoną ilość miocytów gładkich.

## Leczenie
Leczenie nie jest wymagane. Hiperpigmentacja może ulec poprawie po zastosowaniu laserów (rubinowego Q-switched, neodymowo-yagowego). Ekspozycja na słońce zwiększa ciemnienie zmiany. Skuteczne niekiedy są środki wybielające zawierające hydrochinon. Nie ma przeciwwskazań do usuwania owłosienia drogą golenia, depilacji, elektrolizy lub laserowo.

## Diagnostyka różnicowa
W diagnostyce różnicowej znamienia Beckera należy uwzględnić:
- wrodzone znamię komórkowe barwnikowe
- hamartoma miocytów gładkich